# ألكسندر كوشريافينكو
ألكسندر كوشريافينكو (بالروسية: Кучерявенко, Александр Васильевич)‏ (و. 1987  م) هو لاعب هوكي الجليد روسي، ولد في بيلغورود، مركز لعبه هو مهاجم ‏، وجناح ‏.

## روابط خارجية
- ألكسندر كوشريافينكو على موقع دوري الهوكي للقارات (الإنجليزية)
- ألكسندر كوشريافينكو على موقع EliteProspects.com (الإنجليزية)
- ألكسندر كوشريافينكو على موقع HockeyDB.com (الإنجليزية)